# Robert Giffen
Sir Robert Giffen, född 22 juli 1837 i Strathaven, Lanarkshire, död 12 april 1910 i Fort Augustus i nuvarande Highland, var en skotsk nationalekonom och statistiker.
Giffen gjorde sig först bemärkt som tidningsman genom sakrika och mycket uppmärksammade finanspolitiska artiklar i "The Globe", vars redaktionssekreterare han var 1862- 66, och i veckotidningen "The Economist", där han var Walter Bagehots medredaktör 1868-76. Giffen blev sistnämnda år chef för handelsministeriets statistiska avdelning och var 1882-97 med titeln generalkontrollör chef för dess avdelningar för kommersiella, statistiska och arbetsärenden. Åren 1882-84 var han president i Royal Statistical Society; 1895 fick han knightvärdighet.
Förutom talrika uppsatser i tidningar och tidskrifter om finansiella frågor – delvis samlade i Essays in Finance (två band, 1879-84) – författade Giffen en mängd betydelsefulla officiella betänkanden, inte minst i myntfrågor, samt utgav åtskilliga monografier, till exempel The Growth of Capital (1890), The Case Against Bimetallism (1892) och Economic Inquiries and Studies (1904). Fenomenet Giffen-vara är uppkallat efter honom.
Giffen invaldes som fellow av Royal Society 1892 och som utländsk ledamot av svenska Vetenskapsakademien 1897. Royal Statistical Society tilldelade honom Guymedaljen i guld 1894.